# 国道33号線 (韓国)
国道33号線（こくどう33ごうせん、固城-亀尾線、ハングル: 국도 제33호선）は慶尚南道固城郡固城邑から慶尚北道亀尾市桃開面へ至る大韓民国の一般国道である。

## 歴史
- 1981年3月14日 : 国道第33号線の固城-善山線に新設される。
- 1996年7月1日 : 終点を慶尚北道善山郡桃開面から慶尚北道亀尾市桃開面まで変更する。これに伴い、固城-亀尾線に成り立つ。

## 通過する自治体
- 慶尚南道
  - 固城郡 - 泗川市 - 晋州市 - 山清郡 - 宜寧郡 - 陜川郡
- 慶尚北道
  - 高霊郡 - 星州郡 - 漆谷郡 - 亀尾市

## 通過する道路
高速道路
- 南海高速道路
- 咸陽蔚山高速道路
- 中部内陸高速道路
- 尚州永川高速道路（朝鮮語版）

国道
- 国道2号線
- 国道3号線
- 国道4号線
- 国道14号線
- 国道20号線
- 国道24号線
- 国道25号線
- 国道26号線
- 国道30号線
- 国道59号線 (韓国)（朝鮮語版）

国家支援地方道
- 国家支援地方道30号線（朝鮮語版）
- 国家支援地方道60号線（朝鮮語版）
- 国家支援地方道67号線（朝鮮語版）
- 国家支援地方道68号線（朝鮮語版）
- 国家支援地方道79号線（朝鮮語版）